# Oodes americanus
Oodes americanus är en skalbaggsart som beskrevs av Pierre François Marie Auguste Dejean. Oodes americanus ingår i släktet Oodes och familjen jordlöpare. Inga underarter finns listade i Catalogue of Life.